# Hilda Dresen
Hilda Dresen (1898–1981), byla estonská esperantistka, radiotelegrafistka, básnířka a překladatelka. Přátelila se s českými estonisty Josefem Obrem a Milošem Lukášem.

## Dílo
- Norda naturo Její původní básně. Jedná se melancholické a elegické básně, ze kterých je však patrná i radost ze života.

### Překlady
H. Dresen přeložila do esperanta několik méně známých děl Elektitaj versajoj od M. Underové, Horizontoj od V. Barbaruse. Dále je autorkou překladů Estonaj kantoj, Estona antologio, Estona, soveta poezio. Přeložila i národní epos Kalevipoeg. Podle jejího překladu báje Koit ja Ämarik do esperanta tuto přeložil do češtiny Ota Ginz (Koit a Ämarik, ranní a večerní červánky. Právo lidu 37, 1926, 3, příl., s. 3).